# Thạnh Tiến
Thạnh Tiến là một xã thuộc huyện Vĩnh Thạnh, thành phố Cần Thơ, Việt Nam.
Xã Thạnh Tiến có diện tích 22,4 km², dân số năm 2007 là 9.412 người, mật độ dân số đạt 420 người/km².